# Sadiria aberrans
Sadiria aberrans är en viveväxtart som först beskrevs av John Walker, och fick sitt nu gällande namn av C.M.Hu och Y.F.Deng. Sadiria aberrans ingår i släktet Sadiria och familjen viveväxter. Inga underarter finns listade i Catalogue of Life.